# Castels et Bézenac
Castels et Bézenac é uma comuna francesa na região administrativa da Nova Aquitânia, no departamento da Dordonha. Estende-se por uma área de 23.76 km². Em 2010 a comuna tinha 838 habitantes (densidade: 35,3 hab./km²).
Foi criada em 1 de janeiro de 2017, a partir da fusão das antigas comunas de Castels (sede da comuna) e Bézenac.